# Kališta
Kališta (mazedonisch Калишта; albanisch definit Kalishti, indefinit Kalishtë) ist ein Dorf am Ohridsee in Nordmazedonien. Es ist 7 km nördlich von der albanischen Grenze am Qafë Thana, 3,5 km südwestlich von der Stadt Struga und 8,5 km südwestlich vom Flughafen Ohrid entfernt. Der Ort ist regional wegen seines Fischfangs (mehrheitlich Ohridforellen) bekannt.

## Geographie
Das Dorf liegt zwischen Struga und einem Ausläufer des Jablanica-Gebirges am Ohridsee. Durch das Dorfzentrum fließt ein kleiner Bach. Nachbarorte von Kališta sind im Nordosten Struga, im Süden Radožda, im Südwesten Frangovo und im Westen Radolišta.

## Bevölkerung

Karte mit der Lage des Dorfes (türkis) innerhalb der Gemeinde Struga (Ohridsee blau, Struga am Ufer weiß, albanische Staatsgrenze rot)

Von den 764 Einwohnern sind 81,5 % oder 623 toskische Albaner, 15,1 % oder 115 
Mazedonier und 3,4 % oder 26 andere Nationalitäten (Aromunen und Serben). Die Albaner bekennen sich zum Islam und die Nordmazedonier, Aromunen und Serben zum Orthodoxen Christentum.
Die nachfolgende Tabelle zeigt die demographische Entwicklung seit dem Zweiten Weltkrieg.
| Jahr      | 1948 | 1953 | 1961 | 1971 | 1981 | 1994 | 2002 | 2021 |
| --------- | ---- | ---- | ---- | ---- | ---- | ---- | ---- | ---- |
| Einwohner | 477  | 568  | 667  | 785  | 974  | 992  | 1178 | 764  |

## Sehenswürdigkeiten

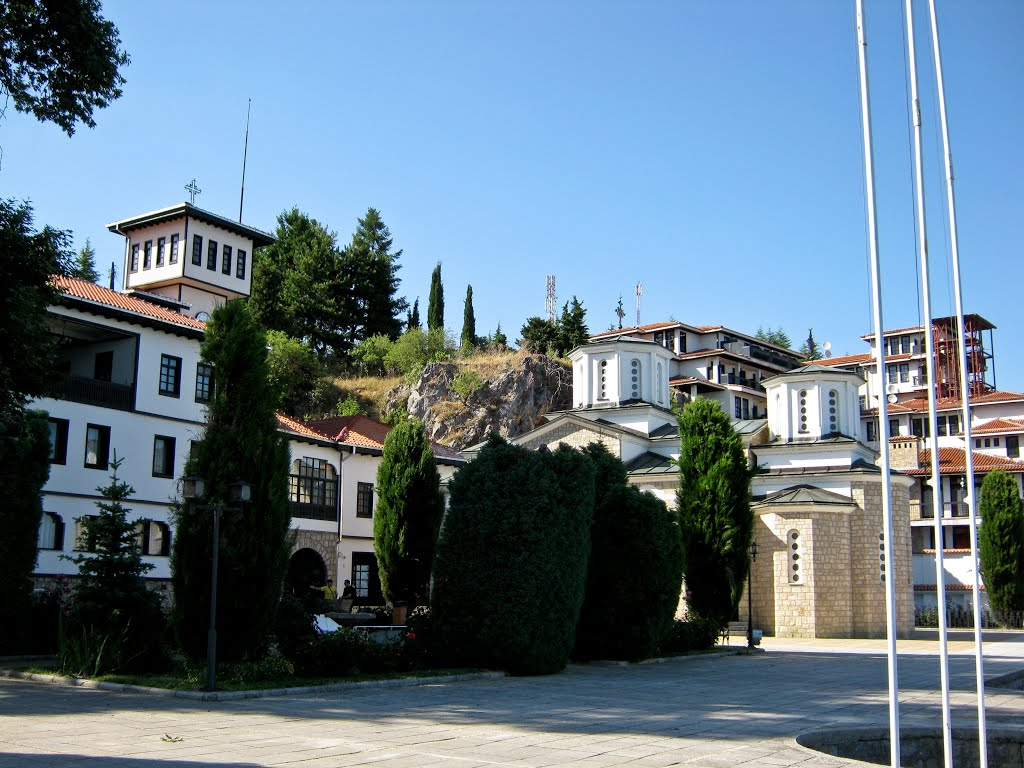
Blick auf das Klostergebäude (2014)

- Moschee im Dorfzentrum (17. Jahrhundert, wurde 2003 total renoviert), enthält alte Verzierungen (Arabeske)
- Alte Moschee am See (15. Jahrhundert, enthält viele sehenswerte Ornamente)
- Kloster Kališta (16. Jahrhundert, enthält aber auch Fresken aus dem 14. und 15. Jahrhundert)
- Kiesstrand von Kališta
- Felsenstrand beim Hotel Biser

## Verkehr und Wirtschaft
Der Ortskern ist mit einer neuen Straße versehen, die den Ort mit Struga und der Hauptstraße E852 verbindet, welche nach Ohrid und Tirana führt. Das Hotel Biser enthält 120 Betten, 2 Restaurants und besitzt einen kleinen Yachthafen. Landwirtschaft ist, wie alle Dörfer von Struga und Ohrid, eine weitere eher kleinere Einnahmequelle für das Dorf. Es werden Mais, Weizen und Tabak angepflanzt. Außerdem ist Kališta das einzige albanische Dorf, das am Ohridsee direkten Fischfang ausübt. Es werden mehrheitlich Ohridforellen gefangen.